# Wynonna Judd
Wynonna Judd, est une chanteuse de musique country américaine née (Christina Claire Ciminellale) le 30 mai 1964, à Ashland, Kentucky (États-Unis). On l'appelle le plus souvent sous le nom de Wynonna (/waɪˈnoʊnə/).

## Biographie
Wynonna Ellen Judd est la fille de Naomi Judd, actrice, scénariste, animatrice et productrice américaine, mais aussi chanteuse country puisqu'elle a pendant quelques années formé un duo avec Wynonna : The Judds. Elle a par ailleurs une demi-sœur : l'actrice Ashley Judd.
Elle fait une apparition dans American Wives (saison 4, épisode 6), dans son propre rôle.
En mars 2013, elle est candidate lors de la saison 16 de Dancing with the Stars ; elle est la première éliminée lors de la troisième semaine de compétition.

## Filmographie
- Les Anges du bonheur (Touched by an Angel, ou Mon ange au Québec), 3 épisodes
- American Wives, épisode 6, saison 4
- 2020 : Un drôle de Noël (A Nashville Christmas Carol) de Dawn Wilkinson (téléfilm) : Marilyn Jinway